# Жан-Шарль де Борда
Жан-Шарль де Борда (фр. Jean-Charles, chevalier de Borda; 14 травня 1733, Дакс, Франція — 19 лютого 1799, Париж) — французький математик, фізик, геодезист, інженер, політолог і морський офіцер.

## Біографія
Його батьками були Жан-Антуан де Борда і Марія-Тереза де ла Круа. Обоє мали походження із старовинних шляхетних родин із сильними військовими традиціями. У Жан-Антуана і Марії-Терези було шістнадцятеро дітей, вісім хлопчиків і вісім дівчат. Більшість братів Жана-Шарля де Борда продовжили родинну традицію і обрали військову кар'єру.
Великий вплив на юного Шарля надав його кузен — Жак-Франсуа де Борда, який був обізнаний в математиці і був знайомий з провідними математиками свого часу. Він вчив молодого Шарля, який змалку виявляв велику схильність і здібності до занять математикою і вивчення наук.
У 7 років Жан-Шарль де Борда почав навчатися в Коледжі Варнавітів у Даксі. У коледжі вивчив грецьку мову, латинь, основи математики. Коли Шарлю виповнилося 11 років, батько послав його в знаменитий коледж Генріха IV в Ла Флеш, який готував хлопчиків до військової кар'єри, навчав законам і державній службі, на основі якого згодом було відкрито Національне Військове Училище (фр. Prytanée National Militaire).
Спочатку випускник престижного навчального закладу збирався зайнятися математикою, але його батьки наполягли на військовій кар'єрі. Він зайнявся військовим будівництвом, після чого перейшов у легку кавалерію. 1756 року написав «Доповідь про рух снарядів» (фр. «Memoire sur le mouvement des projectiles»), результат його роботи як військового інженера. На підставі цієї роботи його обрано асоційованим членом Французької академії наук. Пізніше його обрали повноправним членом Академії.
Під час Семирічної війни (1756—1763), у 1757 р., Борда брав участь у військових діях як ад'ютант маршала де Майєбуа (фр. Jean-Baptiste François Desmarets, marquis de Maillebois) та опублікував декілька статей з гідравліки, присвячених питанням опору рідин. Та Шарль хотів застосувати свої знання до морської справи і 4 вересня 1758 став навчатися в Школі інженерної справи (фр. L'École du génie) в Ла-Мезьєрі, яку закінчив достроково, за рік. У 1767 році вступив на дійсну морську службу і продовжив кар'єру військовим інженером на флоті.
У 1771-му потрапив на фрегат «Ла Флор» (фр. La Flore) під командуванням контр-адмірала де Вердена де ла Кренна (фр. de Verdun de la Crenne). Корабель вирушив в область Карибського басейну для випробування нових моделей годинників та морських хронометрів за дорученням Академії наук. У 1774 і 1775 Борда брав участь в експедиції, що досліджувала узбережжя Африки. Отримавши звання лейтенанта флоту, був відправлений на Канарські острови і був відповідальним за визначення точних позицій — в той час більшість європейських країн вели відлік довготи від острова Ферро (Ferro або Isla del Meridiano).

## Участь у військових діях
Між 1777 і 1778 роками Борда, уже в чині генерал-майора, брав участь в американській війні за незалежність під командуванням графа д'Естена. Генерал-майор де Борда, що був капітаном корабля «La Seine», в складі французького флоту, отримав декілька помітних перемог, але 9 жовтня 1779 після невдалої облоги Савани граф Шарль Анрі д'Естен був важко поранений і повернувся до Франції зі своєю ескадрою. Граф Франсуа-Жозеф-Поль де Грасс, що прийняв командування французьким флотом знову мав успіх, але програв бій біля Домініки у 1782 році. Борда був капітаном «La Solitaire» і командував шістьма судами в цій битві. Його і де Грасса взяли в полон англійці. Після нетривалого періоду Борда дозволили повернутися до Франції, але після цього епізоду його здоров'я погіршилося.

## Останні роки життя
Він повернувся у французький флот як інженер і займався вдосконаленням водних коліс та помп. 1784 року Жан-Шарль де Борда був призначений інспектором французького військово-морського суднобудування і за допомогою військово-морського архітектора Жака-Ноеля Сане (фр. Jacques-Noël Sané) в 1786 році подав масовану програму по відновленню будівництва французького військово-морського флоту. 8 травня 1790 по доповіді Талейрана Національні збори Франції прийняли рішення встановити нову систему мір і ваги, засновану на десятковій системі, замість старих мір, що відрізнялись у кожній провінції. Під головуванням Жана-Шарля де Борда була створена спеціальна Комісія мір і ваги, в роботі якої в різний час брали участь Лавуазьє, Кондорсе, Лаплас, Монж, Кулон, Лагранж. Спочатку планувалося використовувати як одиниці відстані довжину секундного маятника, проте пізніше за одиницю вибрали відстань, рівну одній десятимільйонній чверті дуги Паризького меридіана. 19 березня 1791 року нова одиниця, названа за пропозицією Борда «метром», була затверджена, після чого Деламбр і Мешен приступили до вимірювання дуги Паризького меридіана між Дюнкерком і Барселоною (в розробці вимірювальних інструментів брав участь і Борда). 1793 року, не чекаючи закінчення робіт, Конвент прийняв тимчасову величину метра, тоді ж були виготовлені перші прототипи метра. «Справжній і остаточний метр» (трохи змінений у порівнянні з початковим) був введений в 1799 році.
Під час Терору, який тривав з вересня 1793 до липня 1794 року, Борда віддалився в свій родовий маєток, де відновив роботу з метричною системою.
У 1795 році Борда став членом Бюро довгот (фр. Bureau des Longitudes).
Жан-Шарль де Борда помер 19 лютого 1799 року, у 65 років, в Парижі.

## Пам'ять
- Ім'я Жана-Шарля де Борда записане на Ейфелевій вежі в числі 72 імен великих французьких учених.

Так само його ім'ям названі:
- Загально-технологічний ліцей Борда в Даксі (фр. Lycée général et technologique de Borda);
- Військово-морська академія в Ланвеоку (L'École Navale);
- Кратер на видимій стороні Місяця;
- Відкритий П. Дюпуї і Ф. Марешалем 29 серпня 1997 астероїд номер 175726 [Архівовано 23 лютого 2017 у Wayback Machine.] носить ім'я Борда, як і обсерваторія в його рідному місті Дакс;
- У Парижі є невелика вулиця Борда (фр. Rue Borda), поряд з Національною консерваторією мистецтв і ремесел.
- П'ять кораблів Французького військово-морського флоту носили ім'я Борда:

1. 10-гарматний бриг (1834–1849).
2. 110-гарматний вітрильний лінійний корабель (1807–1884).
3. 120-гарматний вітрильний лінійний корабель (1849–1891).
4. 90-гарматний швидкісний парусно-паровИй лінійний корабель (1864–1889).
5. Гідрографічне і океанографічне науково-дослідне судно «Борда» перебуває на службі Департаменту військово-морського флоту Франції з 14 листопада 1986